# 前田荻邨
前田 荻邨（まえだ てきそん、1895年10月 - 1947年1月19日）は、神戸市出身の日本画家。本名は八十八。

## 略歴
- 1916年（大正5年） - 京都市立美術工芸学校絵画科卒業。
- 1919年（大正8年） - 京都市立絵画専門学校（現：京都市立芸術大学）卒業。西村五雲に師事。
- 1930年（昭和5年） - 京都市立美術工芸学校で教鞭を執る。